# Venturia canescens
Venturia canescens är en stekelart som först beskrevs av Johann Ludwig Christian Gravenhorst 1829.  Venturia canescens ingår i släktet Venturia och familjen brokparasitsteklar. Arten är reproducerande i Sverige. Inga underarter finns listade i Catalogue of Life.